# Bell Aircraft Corporation

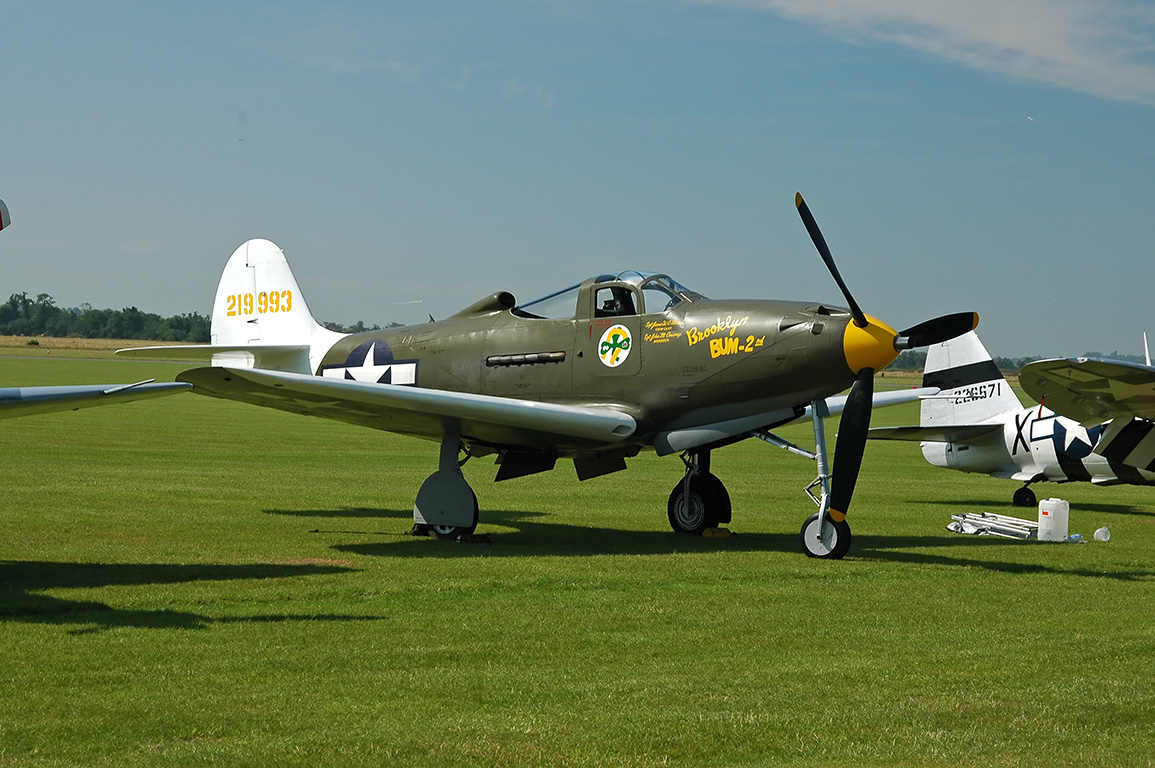
Bell P-39Q-5-BE Airacobra

Bell Aircraft Corporation byl americký výrobce letadel, který postavil několik typů bojových letounů pro boje ve 2. světové válce. Nejvíce se však proslavil typem Bell X-1, prvním nadzvukovým letadlem. Známý je také vývoj a výroba mnoha civilních a vojenských vrtulníků. Společnost také vyvinula reaktivní stabilizační systém pro kosmický program Mercury a tzv. Bell Rocket Belt (raketový pás). Společnost koupila roku 1960 firma Textron, která pokračuje pod názvem Bell Helicopter Textron.
Společnost založil Lawrence Bell, zaměstnanec a později generální ředitel Glenn L. Martin Company a později manažer Consolidated Aircraft Corporation. Dne 10. července roku 1935 Bell zakládá Bell Aircraft Corporation se sídlem v Buffalu ve státě New York.
První vojenskou zakázku dostává Bell v roce 1937 na vývoj nekonvenčního stíhacího letounu YFM-1 Airacuda poháněného dvěma motory Allison V-1710 s tlačnými vrtulemi. Vyrobeno bylo 13 letadel, které sloužily v USAAF pouze tři roky.
Mnohem většího úspěchu však Bell dosáhl vývojem jednomotorového stíhacího letounu P-39 Airacobra (jak jinak – opět zcela nekonvenční koncepce). S příďovým podvozkem, motorem umístěným až za pilotní kabinou, vrtulí poháněnou přes dlouhý spojovací hřídel vedoucí pod pilotním sedadlem a 37mm kanónem (!) střílejícím osou vrtule.
Ještě během druhé světové války začala výroba typu P-63 Kingcobra, s obdobnou koncepcí jakou měl už P-39, ale výrazně výkonnější (při konstrukci typu byl mj. i použit laminární profil křídla). Tento letoun však USAAF (americké vojenské letectvo) již nenasadilo, ovšem většina byla exportována do Sovětského Svazu, který ostatně odebral i podstatnou část vyrobených letounů typu P-39 Airacobra.
Významně se Bell Aircraft Corporation zapsala do historie vývojem letounu Bell X-1, prvního letounu, který překonal hranici rychlosti zvuku. Bell pokračoval ve vývoji experimentálních letounů ještě celá 50. léta a spolu s Air Force zkoumal hranice leteckého designu.
Pro firmu asi nejvýznamnější kapitolou byl vývoj vrtulníků, započatý roku 1941. První stroj, Bell Model 30, poprvé vzlétl v roce 1943. Později se vývoj a výroba vrtulníků staly nejúspěšnějšími aktivitami této společnosti.
Po smrti Lawrence Bella roku 1956 se společnost dostala do finančních potíží. Po odkoupení společností Textron se stala přidruženou firmou jako Bell Aerospace Corporation se třemi divizemi, viz Bell Helicopter Textron.
Některé z výrobků
- Bell 8000 – serie raketových motorů
- Bell P-39 Airacobra – americká stíhačka
- Bell P-59 Airacomet – experimentální letadlo
- Bell P-63 Kingcobra – vojenské letadlo
- Bell X-1 – první nadzvukové letadlo
- Bell X-2 – experimentální letadlo
- Bell X-5 – experimentální letadlo
- Bell X-22 – experimentální letadlo
- Bell XFL Airabonita – prototyp stíhačky
- Bell XP-76 – prototyp stíhačky
- Bell XP-77 – lehká stíhačka
- Bell XP-83 – stíhačka
- Bell YFM-1 Airacuda – bojový letoun